# WrestleMania 33
WrestleMania 33 fue la trigésima tercera edición de WrestleMania, evento pago por visión (PPV) de lucha libre profesional producido por la WWE. El evento tuvo lugar el 2 de abril de 2017, en el Camping World Stadium en la ciudad de Orlando, Florida. El evento fue el segundo WrestleMania que se llevó a cabo en el recinto, que anteriormente acogió WrestleMania XXIV en 2008 (bajo el nombre anterior del lugar de Orlando Citrus Bowl) y el tercero que se celebró en el estado de Florida, el último habiendo sido WrestleMania XXVIII en 2012.
En el evento principal, Roman Reigns derrotó a The Undertaker, dando a The Undertaker su segunda derrota en WrestleMania. Además, Brock Lesnar derrotó a Goldberg para convertirse en el nuevo Campeón Universal de la WWE, y Randy Orton derrotó a Bray Wyatt para ganar su noveno Campeonato de la WWE. Durante el evento, Jim Ross hizo su regreso a WWE para narrar el combate entre Roman Reigns contra The Undertaker. El evento también marcó el regreso inesperado de The Hardy Boyz, quienes ganaron el Campeonato en Parejas de Raw.
Los temas musicales del evento fueron "Greenlight" de Pitbull feat. Flo Rida y LunchMoney Lewis, "Like a Champion" de Danger Twins, "Flame" de Tinashe y "Am I Savage?" de Metallica.

## Producción

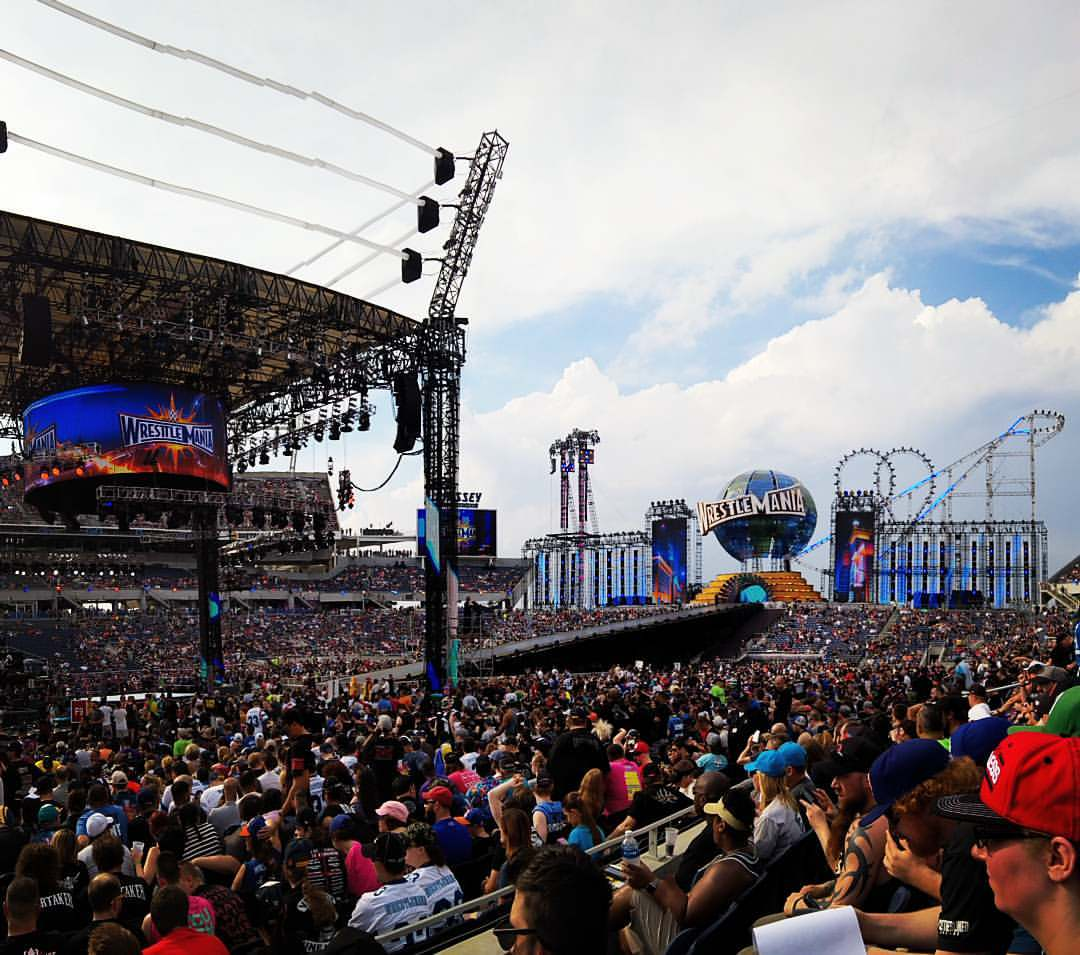
En directo para WrestleMania 33, ¡y el increíble montaje para ello! #WrestleMania #WrestleMania33 #Florida #Orlando

WrestleMania es considerado el evento insignia de la WWE, y ha sido descrito como el Super Bowl del entretenimiento deportivo. Los boletos para el evento salieron a la venta el 18 de noviembre de 2016, con boletos individuales costando de $ 38 a $ 2130. El 31 de octubre de 2016, se vendieron paquetes de viaje con alojamiento de $ 950 a $ 5900 por persona. El evento contó con un pre-show de dos horas, con la segunda hora siendo transmitida simultáneamente en USA Network. El 20 de febrero de 2017, se confirmó que The New Day (Big E, Kofi Kingston y Xavier Woods) serían los anfitriones de WrestleMania 33.
Pitbull, Flo Rida y LunchMoney Lewis interpretaron «Greenlight» en el evento, y Pitbull también interpretó «Options» con Stephen Marley. Tinashe interpretó «America the Beautiful» al inicio de WrestleMania.

## Antecedentes

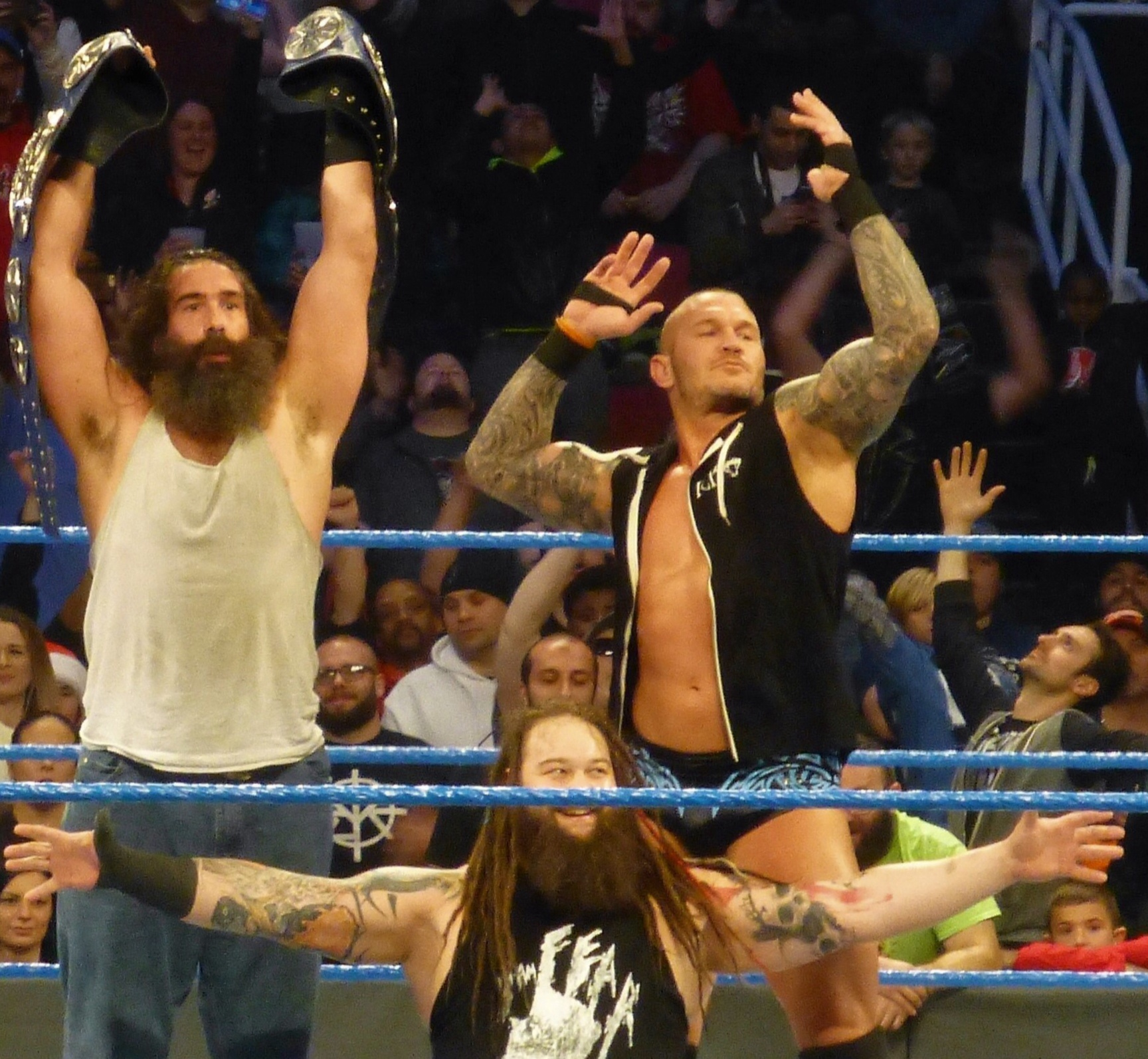
Randy Orton (derecha) y Bray Wyatt (abajo) se enfrentaron en WrestleMania 33 por el Campeonato de la WWE, en una disputa que también involucró en parte a Luke Harper (izquierda).

En Royal Rumble, Randy Orton ganó el Royal Rumble match, el segundo de su carrera, obteniendo una oportunidad por un campeonato mundial en WrestleMania 33, que luego fue anunciado sería el Campeonato de la WWE. En Elimination Chamber el 12 de febrero, el compañero de equipo en The Wyatt Family de Orton, Bray Wyatt, ganó el Elimination Chamber match para convertirse en el nuevo Campeón de la WWE, y luego retuvo el campeonato contra John Cena y AJ Styles en el siguiente SmackDown Live. Orton luego salió y dijo que se negaba a luchar contra Wyatt en WrestleMania debido a su devoción a Wyatt. El gerente general de SmackDown Live, Daniel Bryan, programó un battle royal de 10 hombres para el episodio del 21 de febrero para encontrar un nuevo oponente para Wyatt en WrestleMania. El battle royal terminó en un empate cuando tanto Styles como Luke Harper pasaron por sobre la cuerda superior simultáneamente; Styles derrotó a Harper la semana siguiente para convertirse en el retador. Sin embargo, al final del episodio del 28 de febrero, cuando Wyatt estaba a punto de pronunciar una invocación, Orton apareció en el complejo de The Wyatt Family, que era también el lugar de entierro de la hermana Abigail, la líder del culto que Wyatt sigue y por la cual nombró su movimiento final. Orton declaró que no era sirviente de Wyatt y que sólo se unió a The Wyatt Family para destruirlos desde adentro (Orton se unió a The Wyatt Family en octubre de 2016 después de no poder derrotarlos en varias luchas). Orton entonces encendió el complejo en llamas, y dijo que iría tras el Campeonato de la WWE en WrestleMania. Debido a esta confusión, Daniel Bryan y el comisionado de SmackDown Live, Shane McMahon, decidieron que Orton se enfrentara a Styles en el episodio del 7 de marzo de SmackDown Live para determinar al retador definitivo para Wyatt, donde Orton derrotó a Styles.
En WrestleMania XX en 2004, Goldberg derrotó a Brock Lesnar en su primera lucha el uno contra el otro. Ambos salieron de la empresa después del evento, pero Lesnar volvió en 2012. Goldberg volvió en 2016 y de inmediato comenzó un feudo con Lesnar. Esto culminó en una lucha en Survivor Series, en la que Goldberg derrotó a Lesnar en un minuto y veintiséis segundos. Ambos compitieron entonces en el Royal Rumble match en Royal Rumble; Lesnar entró en el #26 e incapacitó a varios otros luchadores antes de que Goldberg saliera en el #28 y eliminara rápidamente a Lesnar de la lucha; Goldberg fue eliminado poco después por The Undertaker. La noche siguiente en Raw, Lesnar y Paul Heyman aparecieron y desafiaron a Goldberg a una lucha final en WrestleMania 33. En el siguiente Raw, Goldberg aceptó el desafío de Lesnar, y también desafió a Kevin Owens por el Campeonato Universal de la WWE en Fastlane el 5 de marzo. En el episodio del 20 de febrero de Raw, Lesnar y Heyman dijeron en una entrevista que si Goldberg ganaba el Campeonato Universal de la WWE, Lesnar lo desafiaría por el título en WrestleMania. Goldberg apareció la semana siguiente y prometió que derrotaría a Owens y sería el campeón Universal de la WWE al llegar a su lucha en WrestleMania contra Lesnar. En Fastlane, Goldberg derrotó a Owens para convertirse en el campeón Universal de la WWE, convirtiendo así su lucha en WrestleMania 33 contra Lesnar en una lucha por el Campeonato Universal de la WWE.

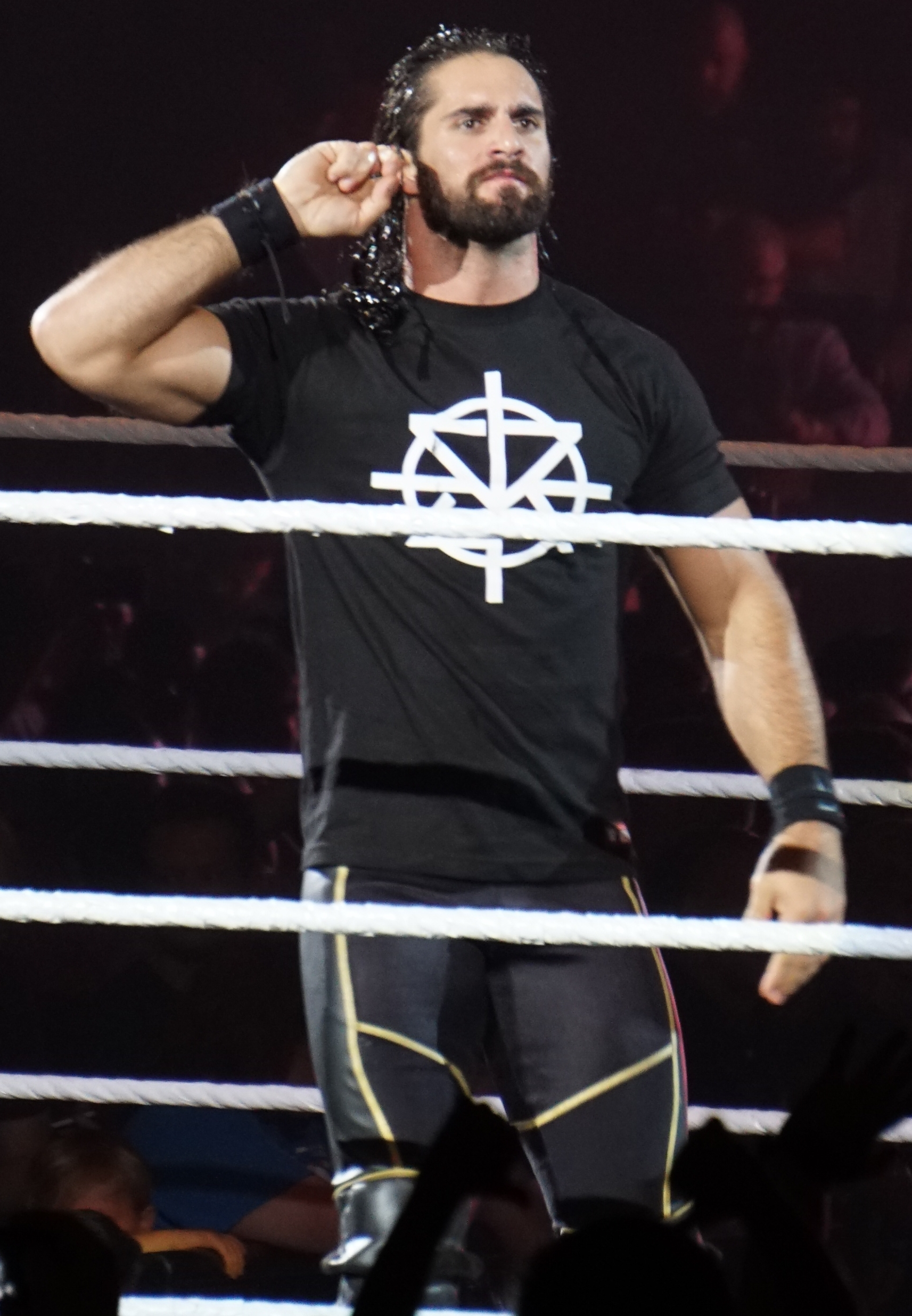
Seth Rollins debió superar una lesión en la rodilla, apenas unas semanas antes de WrestleMania 33, para poder enfrentar a Triple H.

En 2014, The Shield (Seth Rollins, Dean Ambrose y Roman Reigns) participaron en un feudo con Evolution (Triple H, Randy Orton y Batista). Después de múltiples derrotas ante The Shield, Batista abandonó la WWE, disolviendo Evolution. Triple H reveló entonces su «plan B»: Seth Rollins. Rollins atacó a sus compañeros de The Shield y se unió a Triple H en The Authority, volviéndose heel. Rollins fue la vanguardia de The Authority durante más de un año y ganó el entonces Campeonato Mundial Peso Pesado de la WWE (ahora Campeonato de la WWE) en WrestleMania 31, pero se vio obligado a abandonar el título en noviembre de 2015 debido a una lesión. Regresó a mediados de 2016 y luego sin éxito enfrentó a Finn Bálor por el inaugural Campeonato Universal de la WWE en SummerSlam. Después de que Bálor fuera forzado a dejar vacante el título debido a una lesión, Rollins clasificó para un Fatal 4-Way match por el título vacante. Durante esa lucha, Triple H, quien no había sido visto desde WrestleMania 32, apareció y ayudó a Rollins a eliminar a Reigns, pero luego traicionó a Rollins dándole un Pedigree, permitiendo a Kevin Owens ganar el campeonato. En el episodio del 23 de enero de 2017 de Raw, durante la lucha de Rollins contra Sami Zayn, la música de Triple H tocó, lo que distrajo a Rollins y permitió a Zayn ganar el lugar de Rollins en el Royal Rumble match. Rollins apareció en NXT TakeOver: San Antonio el día antes de Royal Rumble y desafió a Triple H a una lucha. Triple H salió y llamó a seguridad, que se llevó a Rollins. En el episodio del 30 de enero de Raw, la comisionada de Raw y la esposa de Triple H, Stephanie McMahon, enfrentó a Rollins sobre su aparición en TakeOver y reveló que Triple H estaría allí más tarde esa noche. Triple H apareció y dijo que Rollins lo decepcionó, antes de llamar a Rollins. Cuando Rollins hizo su camino al ring, fue atacado por el luchador de NXT Samoa Joe, quien hizo su debut en el plantel principal. El ataque de Joe contra Rollins volvió a lesionar la misma rodilla que lo había marginado durante seis meses. Se informó entonces que Rollins estaría fuera de acción durante un mínimo de ocho semanas. Rollins apareció en el episodio del 27 de febrero de Raw para abordar el estado de su lesión, donde dijo que parecía poco probable que estuviera en WrestleMania 33. Triple H salió con Joe y le dijo a Rollins que no estuviera en WrestleMania, porque si lo hace, lo acabaría. Rollins entonces declaró que estaría en WrestleMania. La semana siguiente, se mostraron videos de la rehabilitación de Rollins, y Triple H dijo que Rollins era ignorante por ir en contra de los consejos de los médicos y tratar de competir en WrestleMania. La semana siguiente, Triple H tuvo un altercado con el gerente general de Raw, Mick Foley, después de lo cual Rollins bajó al ring, dejó caer su muleta y atacó a Triple H. Sin embargo, Triple H se recuperó y atacó la rodilla de Rollins. En el episodio del 20 de marzo, Foley fue despedido como gerente general de Raw por sus acciones, y el terapeuta físico de Rollins dijo que Rollins no debería competir en WrestleMania. Triple H más tarde desafió a Rollins a una lucha no sancionada, lo que impediría que Rollins demandara a la WWE si se lesionara nuevamente. La semana siguiente, Rollins firmó el contrato para dicho combate, haciendo la lucha oficial.
En Royal Rumble, The Undertaker era un competidor en el Royal Rumble match. Roman Reigns, que perdió su lucha por el Campeonato Universal de la WWE antes de esa noche, entró en la lucha en el #30 y eliminó a The Undertaker de la lucha. Los dos intercambiaron miradas y Reigns afirmó que el ring era su patio ahora; durante muchos años, The Undertaker había afirmado que el ring era su patio. En el episodio del 6 de marzo de Raw, Braun Strowman, que perdió una lucha ante Reigns en Fastlane, llamó a Reigns para terminar lo que comenzaron la noche anterior, pero The Undertaker salió en su lugar. The Undertaker miró a Strowman hasta que Strowman dejó el ring. Cuando The Undertaker estaba a punto de marcharse, Reigns salió y confrontó a The Undertaker, diciéndole una vez más que el ring era su patio ahora. Los dos tuvieron un careo, en el que ambos hombres miraron el letrero de WrestleMania. The Undertaker entonces le aplicó un chokeslam a Reigns. Una lucha entre los dos en WrestleMania 33 fue confirmada la semana siguiente.

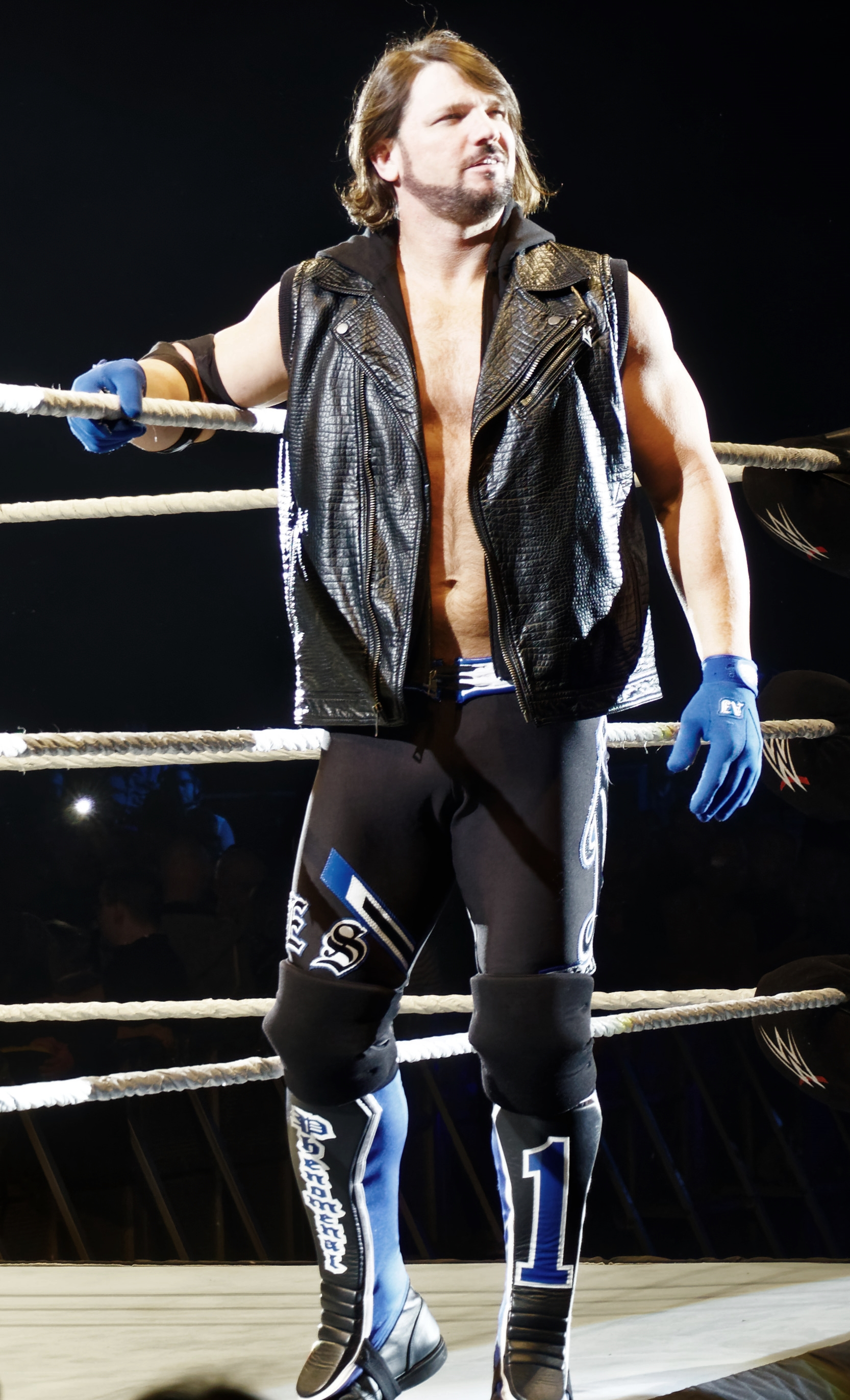
Tras no lograr una lucha por el Campeonato de la WWE en este evento, AJ Styles inició una rivalidad con Shane McMahon que los llevó a un combate en WrestleMania 33.

En Royal Rumble, AJ Styles perdió el Campeonato de la WWE ante John Cena. Styles fue ingresado inmediatamente en el Elimination Chamber match por el Campeonato de la WWE en Elimination Chamber, pero el comisionado de SmackDown Live, Shane McMahon, también le prometió a Styles que obtendría una revancha uno contra uno por el título si no ganara el título de nuevo en el evento. En Elimination Chamber, Bray Wyatt eliminó tanto a Cena como a Styles para ganar el campeonato. Cena invocó inmediatamente su cláusula de revancha para el siguiente SmackDown Live. Styles intervino y dijo que debería conseguir su revancha primero. El gerente general de SmackDown Live Daniel Bryan entonces programó un Triple Threat match por el Campeonato de WWE entre los tres, donde Wyatt retuvo el título. Randy Orton luego negó su derecho como el ganador de Royal Rumble para enfrentar a Wyatt por el título en WrestleMania 33, así que Bryan programó un battle royal de 10 hombres real para determinar a un nuevo retador. Ya que Styles no consiguió la revancha uno a uno que Shane había prometido, fue ingresado al battle royal, que terminó en un empate entre él y Luke Harper. Los dos se enfrentaron la semana siguiente para determinar al retador. Styles en un principio cubrió Harper para el conteo de tres, pero el árbitro no vio el pie de Harper en la cuerda. Shane salió y reinició la lucha, lo que enojó a Styles, pero Styles pudo ganar definitivamente para ser el retador. Sin embargo, al final del episodio, Orton reclamó su derecho a enfrentarse a Wyatt en WrestleMania de nuevo. Shane y Bryan decidieron que Styles tendría que competir en otra lucha para decidir a un retador definitivo, esta vez contra Orton, lucha que Orton ganó. Después del episodio, tras bastidores, un enojado Styles entró en una acalorada discusión con Shane. La semana siguiente, un furioso Styles dijo que estaba cansado de Bryan y Shane, ya que por causa de ellos, él no tenía una lucha en WrestleMania. Más tarde tras bastidores, Styles esperó la llegada de Shane. Cuando Shane llegó, Styles lo atacó y lo arrojó a través de la ventana de un automóvil; Styles fue posteriormente despedido por Bryan (kayfabe). Sin embargo, al final del episodio, un lesionado Shane anunció que lucharía contra Styles en WrestleMania. En el episodio de la semana siguiente, Styles aceptó, y al final del mismo, Shane llamó a Styles y los dos pelearon, lo que terminó con Shane haciendo un Leap of Faith sobre Styles a través de la mesa de transmisión.
A mediados de 2016, Chris Jericho y Kevin Owens comenzaron a trabajar en equipo y ayudarse mutuamente, lo que finalmente los llevó a convertirse en mejores amigos. En un momento, los dos desafiaron a Roman Reigns por el Campeonato de los Estados Unidos, y Jericho eventualmente ganó el título. En el episodio del 6 de febrero de Raw, Goldberg interrumpió a Jericho y Owens y desafió a Owens por el Campeonato Universal de la WWE en Fastlane. Jericho aceptó en nombre de Owens, lo que se hizo oficial, para consternación de Owens. La semana siguiente, Jericho llevó a cabo un «festival de la amistad» para demostrar su aprecio por Owens, sin embargo, Owens traicionó a Jericho y lo atacó brutalmente. En represalia, Jericho distrajo a Owens al inicio de su lucha en Fastlane, lo que le costó a Owens la lucha y el Campeonato Universal de la WWE. La noche siguiente en Raw, Jericho dijo que le costó a Owens la lucha por traicionarlo y luego llamó a Owens, exigiendo una respuesta de por qué Owens lo traicionó. Owens dijo que en realidad nunca fueron amigos y que sólo utilizó a Jericho. Dijo que atacó a Jericho porque Jericho se volvió inútil para él después de que Jericho aceptó el desafío de Goldberg en nombre de Owens. Jericho entonces desafió a Owens a una lucha en WrestleMania, que Owens aceptó solamente si Jericho ponía su Campeonato de los Estados Unidos en juego, a lo que Jericho aceptó.
En Elimination Chamber, durante el Elimination Chamber match por el Campeonato de la WWE, Baron Corbin fue distraído por The Miz, lo que permitió que el Campeón Intercontinental Dean Ambrose eliminara a Corbin. Corbin entonces atacó a Ambrose y ejecutó un End of Days en él antes de salir de la cámara, y Miz posteriormente eliminó a Ambrose. En el siguiente episodio de SmackDown Live, Ambrose quería vengarse, pero fue atacado por sorpresa por Corbin cuando Ambrose hizo su entrada para su lucha contra James Ellsworth. Ambrose y Corbin participaron en el battle royal para decidir al retador por el Campeonato de la WWE, donde Ambrose eliminó Corbin. Un iracundo Corbin volvió a atacar a Ambrose con un End of Days y Ambrose fue eliminado de la lucha. Ambrose buscó a Corbin durante las siguientes dos semanas, y Corbin atacó a Ambrose tras bastidores e indicó su deseo de tomar el Campeonato Intercontinental de Ambrose. En el episodio del 14 de marzo, Corbin formalmente desafió a Ambrose por el título en WrestleMania 33. La semana siguiente, durante la lucha de Corbin contra Randy Orton, Ambrose causó una distracción y costó a Corbin la lucha. A continuación, aceptó el desafío de Corbin y aplicó un Dirty Deeds en él. En un principio esta lucha fue pactada en la cartelera principal, sin embargo fue trasladada al Kick-Off

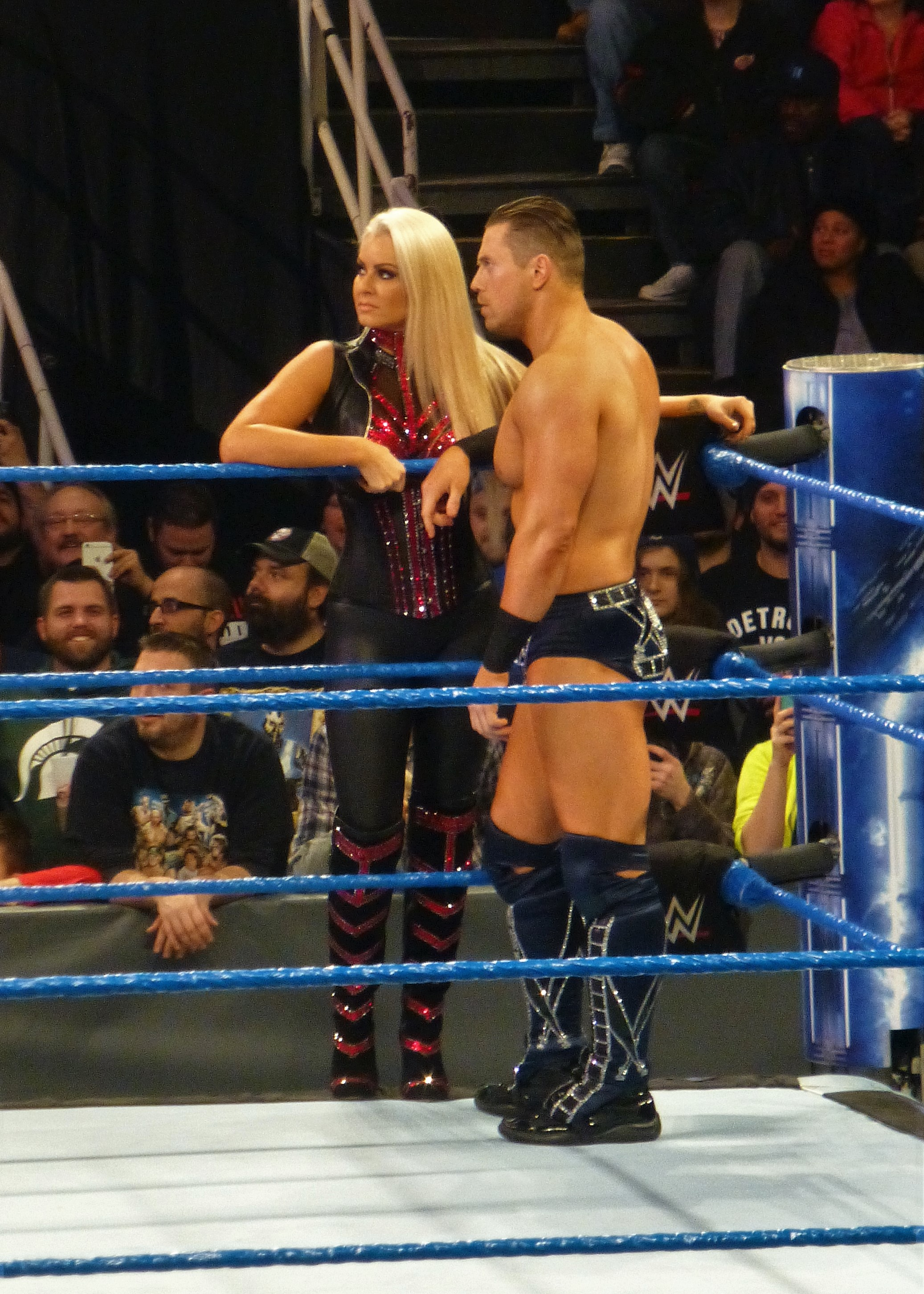
Maryse y The Miz (en la imagen) iniciaron una rivalidad con Nikki Bella y John Cena que los llevaría a un combate mixto en WrestleMania 33, el primero de Maryse desde su regreso a la compañía en 2016.

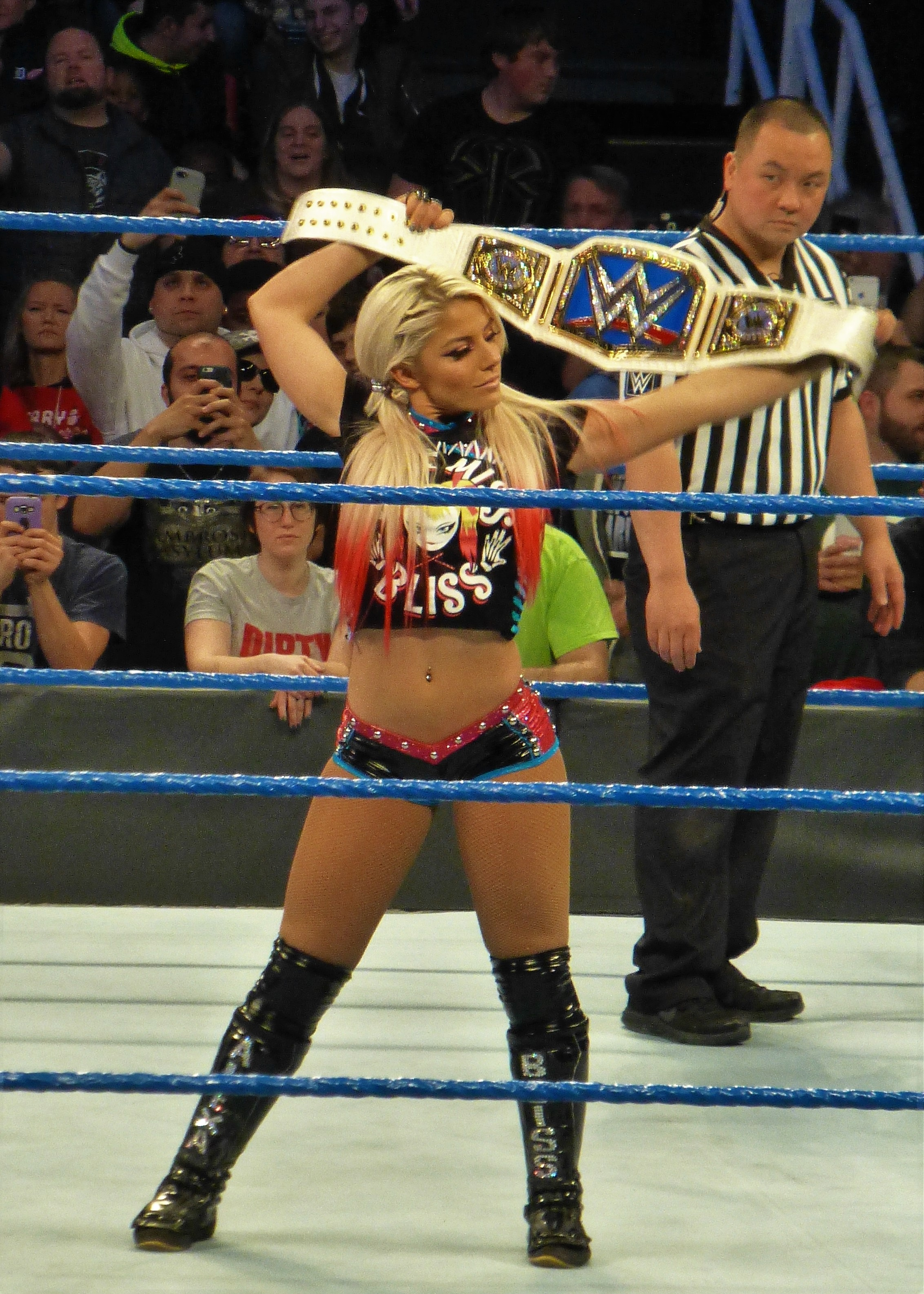
Alexa Bliss fue obligada a defender el Campeonato Femenino de SmackDown frente a todas las luchadoras disponibles de la marca SmackDown Live en WrestleMania 33.

En Elimination Chamber, Nikki Bella y Natalya tuvieron una confrontación tras bastidores que condujo a Natalya a empujar a Nikki hacia Maryse. Más tarde esa noche, The Miz intentó eliminar a John Cena del Elimination Chamber match, pero Cena terminó eliminando a The Miz. En el episodio del 21 de febrero de SmackDown Live, el Falls Count Anywhere match entre Nikki y Natalya llevó a la zona tras bastidores, donde Natalya de nuevo empujó a Nikki hacia Maryse, quien respondió golpeando a Nikki con un tubo de plomo, costando a Nikki la lucha. Más tarde esa misma noche, The Miz intentó eliminar a Cena del battle royal para decidir al retador por el Campeonato de la WWE, pero en su lugar fue eliminado por Cena. The Miz volvió más tarde a la lucha y causó la eliminación de Cena, a pesar de haber ya sido eliminado de la misma. En el siguiente episodio, Cena fue invitado en Miz TV, donde The Miz criticó a Cena por ser un hipócrita, ya que éste había criticado a The Rock por dejar la WWE e ir a Hollywood, y ahora Cena estaba haciendo esencialmente lo mismo, y que regresó y eliminó a Cena del battle royal porque quería ser él que impidiera que Cena estuviera en el evento principal de WrestleMania 33, y quería que Cena supiera lo que sintió cuando Cena lo derrotó por el Campeonato de la WWE en Extreme Rules en 2011. Después de que Cena confrontara a The Miz en respuesta, Maryse abofeteó a Cena por insultar a su esposo. Nikki entonces salió y persiguió a Maryse, y The Miz se retiró con ella. En el episodio del 7 de marzo, The Miz y Maryse atacaron a Cena y a Nikki después de la lucha de los dos contra James Ellsworth y Carmella. The Miz dijo que estaba cansado de las mentiras de Cena y dijo que su relación con Nikki también era una mentira, a diferencia de su relación con su esposa, Maryse. Después en Talking Smack, The Miz y Maryse dijeron que Nikki estaba donde estaba por culpa de Cena, y que Nikki estaba celosa de The Miz y Maryse porque Cena no se casaría con ella. La semana siguiente, The Miz tuvo una edición especial de Miz TV. The Miz y Maryse continuaron sus insultos contra Cena y Nikki, que salieron y persiguieron a The Miz y Maryse fuera del ring, y Nikki desafió Maryse a una lucha, la cual The Miz declinó en nombre de su esppsa. El gerente general de SmackDown Live, Daniel Bryan, salió y dijo que, ya que no podía luchar contra The Miz, quien lo había insultado durante meses, tanto él como Maryse se enfrentarían a Cena y a Nikki en WrestleMania.
En Roadblock: End of the Line, Charlotte Flair derrotó a Sasha Banks para ganar su cuarto Campeonato Femenino de Raw, terminando su largo feudo. Flair entonces comenzó un feudo con Bayley, resultando en una lucha por el campeonato en Royal Rumble, donde Flair retuvo el título. La noche siguiente en Raw, Bayley cubrió a Flair en una lucha de equipos, concediéndole así una revancha por el título en el episodio del 13 de febrero de Raw, donde ella derrotó Flair para convertirse en la nueva Campeona Femenina de Raw, gracias a la ayuda de Banks. La semana siguiente, la comisionada de Raw, Stephanie McMahon, confrontó a Bayley, diciéndole que tenía que renunciar a su título debido a que Banks interfirió en la lucha, pero Bayley se negó. Flair entonces salió e invocó su revancha por el campeonato para Fastlane, que vio a Bayley retener el título después de que Banks interfirió nuevamente, lo que terminó la racha invicta de Flair en luchas individuales en eventos pago por visión. La noche siguiente en Raw, Banks dijo que ella y Bayley deberían enfrentarse por el título en WrestleMania. Flair salió y exigió que tuviera una revancha debido a la interferencia de Banks. El gerente general de Raw Mick Foley anunció entonces que Flair y Banks se enfrentarían en una lucha en la que la ganadora desafiaría a Bayley por el título en WrestleMania. Sin embargo, Stephanie cambió esos planes. Mantuvo a Flair en lucha por el campeonato en WrestleMania, pero permitió a Banks la oportunidad de ser añadida a la lucha si ella podía derrotar a Bayley esa noche. Banks derrotó a Bayley para ser añadida a la lucha por el campeonato en WrestleMania. La semana siguiente, Bayley derrotó a Nia Jax por descalificación después de que Jax continuó atacando a Bayley en el esquinero después de la cuenta de cinco del árbitro. Stephanie le dio a Jax una revancha la semana siguiente en un No Disqualification match, con la estipulación de que si Jax ganaba, sería añadida a la lucha por el campeonato en WrestleMania. Jax derrotó a Bayley y fue añadida a la lucha por el campeonato en WrestleMania. La semana siguiente antes de Raw, se anunció que la lucha sería un Fatal 4-Way Elimination match.
En Elimination Chamber, Naomi derrotó a Alexa Bliss para ganar el Campeonato Femenino de SmackDown, pero debido a una lesión, tuvo que renunciar al título en el episodio del 21 de febrero de SmackDown Live, ya que por su lesión no sería capaz de defender el título en 30 días. Bliss entonces exigió que el título se le devolviera ya que Naomi no podría enfrentarla en una revancha. El gerente general Daniel Bryan en cambio hizo a Bliss enfrentarse a Becky Lynch por el título vacante, que Bliss ganó. En el episodio del 7 de marzo de SmackDown Live, Bliss afirmó ser la mejor luchadora en la lista de SmackDown Live. Lynch salió y dijo que se convertiría en campeona en WrestleMania. Natalya salió y dijo que ella se enfrentaría a Bliss por el título, a lo que Bliss se negó. La aliada de Bliss, Mickie James, dijo entonces que ella sería la que enfrentaría a Bliss por el título en WrestleMania, para sorpresa de Bliss. Bryan luego salió y dijo que ya que Bliss es aparentemente la mejor luchadora en SmackDown Live, tendría la oportunidad de demostrarlo, ya que defendería el título contra todas las luchadoras disponibles en la lista de SmackDown Live en WrestleMania 33, para consternación de Bliss. En el SmackDown Live final antes de WrestleMania, Naomi hizo su regreso y atacó a Bliss, Carmella, James, Lynch y Natalya, y luego confirmó que estaría en la lucha por el campeonato en WrestleMania.
En Fastlane, Neville retuvo el Campeonato Peso Crucero de la WWE derrotando a Jack Gallagher. La noche siguiente en Raw, Neville nuevamente retuvo su campeonato contra Rich Swann en la revancha de Swann de Royal Rumble. Neville fue entonces entrevistado por Austin Aries. Neville dijo que no había nadie en la división peso crucero que pudiera competir con él. Aries, sin embargo, discrepó, y atacó a Neville, insinuando su deseo de desafiar a Neville por el título. En el episodio del 13 de marzo de Raw, se reveló que un Fatal 5-Way Elimination match entre Aries, T.J. Perkins, Tony Nese, Akira Tozawa y The Brian Kendrick fue programado para la noche siguiente en 205 Live para determinar al contendiente para Neville en WrestleMania 33, que fue ganado por Aries. La lucha fue luego movida al pre-show.
En el pre-show de Royal Rumble, Luke Gallows & Karl Anderson derrotaron a Cesaro Cesaro & Sheamus Sheamus para ganar el Campeonato en Parejas de Raw. Cesaro y Sheamus invocaron su revancha, pero perdieron debido a la interferencia de Enzo Amore & Big Cass. En el episodio del 20 de febrero de Raw, Enzo y Cass derrotaron a Cesaro y Sheamus para recibir una lucha por los campeonatos contra Gallows y Anderson en Fastlane, donde Gallows y Anderson retuvieron los títulos. La noche siguiente en Raw, en una revancha, Cesaro y Sheamus interfirieron, costando a Enzo y Cass los títulos. Más adelante, el gerente general Mick Foley anunció que Cesaro y Sheamus se enfrentarían a Enzo y Cass en el episodio del 13 de marzo de Raw y los ganadores pasarían a desafiar a Gallows y Anderson por los títulos en WrestleMania. Dicho combate terminó sin resultado después de que Gallows y Anderson se involucraron. Como resultado, el gerente general Mick Foley anunció que Gallows y Anderson defenderían los títulos contra ambos equipos en WrestleMania. En el episodio del 27 de marzo de Raw, Gallows y Anderson atacaron a Cesaro y Sheamus con una escalera. En el ring, Gallows y Anderson trataron de atacar a Enzo y Cass, pero Cesaro y Sheamus los atacaron con una escalera. Los tres equipos pelearon y Gallows y Anderson fueron los últimos en pie. La lucha en WrestleMania se convirtió entonces en un ladder match.
En el episodio del 7 de marzo de SmackDown Live, Mojo Rawley se convirtió en el primer luchador en anunciar su participación en el anual André the Giant Memorial Battle Royal. Más tarde en Talking Smack, Apollo Crews anunció que estaría en la lucha. En el episodio del 13 de marzo de Raw, después de que planes para una posible lucha contra Shaquille O'Neal fueran abandonados, se reveló que The Big Show sería parte de la lucha. En el episodio del 14 de marzo de SmackDown Live, Curt Hawkins anunció su participación. En el episodio del 27 de marzo de Raw, Braun Strowman, Goldust, R-Truth, Primo, Epico, Curtis Axel, Bo Dallas y Jinder Mahal fueron confirmados para la lucha. Más tarde esa noche, Sami Zayn derrotó a Kevin Owens en un No Disqualification match para clasificar para la lucha. La lucha fue luego movida al pre-show. En el episodio del 28 de marzo de SmackDown Live, Heath Slater, Rhyno, American Alpha (Chad Gable y Jason Jordan), Tyler Breeze, Fandango, Dolph Ziggler y los Campeones en Parejas de SmackDown The Usos (Jimmy y Jey Uso) fueron confirmados para la lucha. El 30 de marzo, Mark Henry fue confirmado para la lucha, así como también lo fue Tian Bing de NXT, quien fue el primer recluta chino de la WWE. El 1 de abril, Killian Dain de NXT fue agregado a la lucha.

## Resultados
- Kick-Off: Neville derrotó a Austin Aries y retuvo el Campeonato Peso Crucero de la WWE (15:40).[70][71]
  - Neville cubrió a Aries después de un «Red Arrow».
- Kick-Off: Mojo Rawley ganó el André the Giant Memorial Battle Royal (14:07).[70][72]
  - Rawley eliminó finalmente a Jinder Mahal para ganar la lucha.
  - Los otros participantes fueron (en orden de eliminación y quien lo eliminó): 1.Primo (Strowman), 2.Kalisto (Strowman), 3.Simon Gotch (Strowman), 4.Heath Slater (Strowman), 5.Jimmy Uso (Show), 6.Goldust (Show),            7.Konnor (Show), 8.The Big Show (Strowman),9.Viktor (Strowman), 10.Braun Strowman (varios), 11.Curt Hawkins (Henry), 12.R-Truth (Ziggler), 13.Rhyno (Ziggler),         14.Aiden English (Jordan y Gable), 15.Curtis Axel (Jordan y Gable), 16.Jey Uso (Jordan y Gable), 17.Jason Jordan (Dain, Breeze y Fandango), 18.Chad Gable (Dain, Breeze, Fandango y Bing), 19.Tyler Breeze (Bing),        20.Fandango (Bing), 21.Sin Cara (Henry),        22.Mark Henry (Epico y Zayn), 23.Tian Bing (Ziggler), 24.Epico (Zayn), 25.Bo Dallas (Rawley), 26.Apollo Crews (Mahal), 27.Dolph Ziggler (Rawley), 28.Luke Harper (O'Neil),       29.Titus O'Neil (Zayn), 30.Sami Zayn (Dain) y 31. Killian Dain (Rawley).
  - Durante la lucha, Rob Gronkowski interfirió a favor de Rawley.
- Kick-Off: Dean Ambrose derrotó a Baron Corbin y retuvo el Campeonato Intercontinental (10:55).[73][74]
  - Ambrose cubrió a Corbin después de invertir un «End of Days» en un «Dirty Deeds».
- AJ Styles derrotó a Shane McMahon (20:35).[73][75]
  - Styles cubrió a Shane después de un «Phenomenal Forearm».
- Kevin Owens derrotó a Chris Jericho y ganó el Campeonato de los Estados Unidos (16:20).[73][76]
  - Owens cubrió a Jericho después de un «Apron Powerbomb».
- Bayley derrotó a Charlotte Flair, Sasha Banks y Nia Jax en un Elimination Match y retuvo el Campeonato Femenino de Raw (14:08).[73][77]
  - Banks, Flair y Bayley cubrieron a Jax después de un «Triple Powerbomb» (4:15).
  - Flair cubrió a Banks después de lanzarla contra un esquinero sin protección (8:30).
  - Bayley cubrió a Flair después de un «Diving Elbow Drop» (14:08).
- The Hardy Boyz (Matt Hardy & Jeff Hardy) derrotaron a Luke Gallows & Karl Anderson (c), Enzo Amore & Big Cass y Cesaro & Sheamus en un Ladder Match y ganaron el Campeonato en Parejas de Raw (11:05).[73][78]
  - The Hardy Boyz ganaron la lucha después de que Matt descolgara los campeonatos.
  - Originalmente la lucha era sólo entre Gallows & Anderson, Enzo & Cass y Cesaro & Sheamus, pero antes de la lucha, los anfitriones The New Day, anunciaron el regreso de The Hardy Boyz y fueron añadidos a la lucha.
  - Este fue el regreso de The Hardy Boyz a WWE.
- John Cena & Nikki Bella derrotaron a The Miz & Maryse (9:40).[73][79]
  - Nikki cubrió a Maryse después de un «Rack Attack 2.0» y Cena cubrió a Miz después de un «Attitude Adjusment».
  - Después de la lucha, Cena le propuso matrimonio a Nikki.
- Seth Rollins derrotó a Triple H (con Stephanie McMahon) en un Unsanctioned Match (25:30).[73][80]
  - Rollins cubrió a Triple H, después de un «Pedigree».
  - Durante la lucha, Stephanie interfirió a favor de Triple H.
  - Durante la lucha, Rollins le aplico un «Superkick» que hizo que Triple H le diera un empujón a Stephanie arrojándola accidentalmente a una mesa.
- Randy Orton derrotó a Bray Wyatt y ganó el Campeonato de la WWE (10:30).[73][81]
  - Orton cubrió a Wyatt después de un «RKO».
- Brock Lesnar (con Paul Heyman) derrotó a Goldberg y ganó el Campeonato Universal de la WWE (4:45).[73][82]
  - Lesnar cubrió a Goldberg después de un «F-5».
  - Originalmente la lucha era sin un título en juego, pero después de que Goldberg ganara el Campeonato Universal de la WWE en Fastlane, se determinó que la lucha fuera por ese título.
- Naomi derrotó a Alexa Bliss (c), Mickie James, Becky Lynch, Carmella (con James Ellsworth) y Natalya, y ganó el Campeonato Femenino de SmackDown (5:35).[73][83]
  - Naomi forzó a Bliss a rendirse con un «Slay-o-Mission».
- Roman Reigns derrotó a The Undertaker en un No Holds Barred Match (22:57).[73][84]
  - Reigns cubrió a The Undertaker después de cinco «Spears».
  - Esta fue la segunda derrota de The Undertaker en WrestleMania.

## Recepción
WrestleMania 33 recibió opiniones variadas de la crítica. Matt Geradi y Kevin Pang de The A.V. Club realizaron una reseña en conjunto de WrestleMania. Pang criticó el evento por ser «largo y agotador para ver en casa», con «nada que pudiera ganar lucha del año en una encuesta de 2017» y «mínimas» sorpresas. Geradi sintió que el evento superó sus expectativas y «la narración estuvo a punto toda la noche», pero fue un «espectáculo tremendamente frontal». Sin embargo, Geradi y Pang coincidieron en que todo «todo no importaba», ya que WrestleMania «se trataba de una historia—el fin de The Undertaker»; ambos revisores acordaron que el evento principal era «triste», con Pang también describiéndolo como «feo». Aunque «la simpatía y la expresividad de Shawn Michaels» hicieron que el retiro de Ric Flair en WrestleMania XXIV fuera «emocionante y memorable», Geradi reprendió a Reigns por haber «apenas reunido una onza de otra cosa que no fuera incredulidad y exasperación», ya que parecía ser «lo de siempre» para Reigns, y consideró que The Undertaker «mereció cada segundo del largo adiós que recibió». Para los otros combates, Pang escribió que Aries-Neville cumplió las expectativas como el «mejor combate técnico» con un final «especialmente asesino», mientras que Gerardi describió a Jericho-Owens como «realmente trabajado sólidamente con algunos puntos inteligentes y únicos, y la historia dentro del ring con todos los contrafuertes fue una cosa genial».
Dave Meltzer, del Wrestling Observer Newsletter, describió a WrestleMania 33 como un «largo pero extremadamente interesante espectáculo» terminado con la «ceremonia de retiro» para The Undertaker, cuyo lucha fue «tan buena como se podría esperar a medida que avanzaban». Meltzer describió que aunque la multitud estaba cansada al final del evento principal, la WWE «claramente bajó el sonido» y «luego golpearon la pirotecnia». Para el combate por el Campeonato Universal de la WWE, Meltzer escribió que «era lo que se esperaba» y el «combate fue bastante perfecto teniendo en cuenta lo tarde que era», con la audiencia en directo «volviéndose loca a través de todo esto». Para Shane-Styles, Meltzer describió que el «combate tenía sus momentos que eran espectaculares», con la «historia era que Shane era el golpeador real y consiguió lo mejor de eso». Para el combate por el Campeonato Femenino de Raw, Meltzer escribió que «era demasiado corto para un combate de eliminación», mientras que el combate por el Campeonato en Parejas de Raw «no era tan bueno como la mayoría de los ladder matches  en WrestleMania, pero la multitud se volvió loca por los Hardy». Aunque la WWE «pudo haber bajado el sonido de la multitud» para la propuesta de matrimonio de Cena, Meltzer sintió que la propuesta fue «realmente genial». Por último, Meltzer atribuyó la victoria de Rawley en el battle royal «en gran parte para la cobertura por los medios de Rob Gronkowski».
Jack de Menezes de The Independent escribió que WrestleMania 33 fue «una noche emotiva para los fans», especialmente debido al «final brutal» de la carrera de The Undertaker. Con una «muestra decepcionante y sembrada de errores» por parte de Reigns, «en comparación con algunas de las otras exhibiciones llamativas en WrestleMania», de Menezes se preguntó si el «paso obvio de la antorcha por la WWE» era «la decisión correcta». Para los otros momentos memorables de la noche, de Menezes describió el regreso de The Hardy Boyz como «increíble y triunfante», el combate Orton-Wyatt como un «asunto espeluznante e inquietante», Naomi recapturando el Campeonato Femenino de SmackDown como «un regreso a casa para recordar», Shane-Styles como un combate «lleno de momentos destacados», y la propuesta de matrimonio de Cena como «impensable».
Luis Paez-Pumar de Rolling Stone describió a WrestleMania como teniendo «dos caras como un Géminis»; la primera mitad «fue un híbrido de estilos y combates que te hizo pensar que WWE sabía lo que estaba haciendo a lo largo de esta construcción mediocre», pero que una vez que Triple H apareció, el resto del evento «fue un caminar penoso de lucha libre fatigosa, combates breves y abucheos». Paez-Pumar afirmó que The Undertaker «debería haberse retirado cuando se rompió su racha», pero «vivió para pasar la posta a Reigns de la manera más descuidada y triste posible». Paez-Pumar proclamó que «WWE no tiene idea de cómo manejar a Bray Wyatt», escribiendo que Orton «definitivamente no necesitaba el título» y ridiculizando el conjuro de Wyatt de una «proyección grotesca en la pantalla de vídeo» como «la mierda más tonta». Paez-Pumar pidió «sangre fresca o nuevas ideas» en ambas divisiones femeninas y que Triple H se retire dado que «no ha hecho un buen combate en WrestleMania» desde 2005 o 2006, una vez que WrestleMania XXX fuese descontado. Para los aspectos positivos, Goldberg-Lesnar fue una «revitalizadora inyección de adrenalina a la columna vertebral», la propuesta de matrimonio de Cena fue «mágica de una manera que ningún otro entretenimiento puede igualar», The New Day «fueron excelentes anfitriones, divertidos cuando se llamaba a ello y fuera cuando no», mientras que «una división de equipos en parejas rancia se convirtió en la parte más obligada de ver de Raw» debido al regreso de los Hardy.